# Il Venerdì
Il Venerdì (en forme longue Il Venerdì di Repubblica) est un magazine hebdomadaire de La Repubblica fondé en 1987. C'est un des principaux magazines d'information italiens.